# Ямасиро (линейный корабль)
«Ямасиро» (яп. 山城, «Горный замок») — линейный корабль японского императорского флота. Второй корабль типа «Фусо». Назван в честь старой японской провинции Ямасиро, расположенной в регионе Кинки на острове Хонсю. Соответствует южной части современной префектуры Киото.
«Ямасиро» был заложен в 1915 и вступил в строй в 1917 году. В начале своей службы линкор патрулировал недалеко от берегов Китая и не принимал участия в Первой мировой войне. В 1923 году участвовал в спасении выживших после великого землетрясения Канто.
С 1930 по 1935 годы линкор «Ямасиро» прошёл модернизацию, в процессе которой была улучшена его броня и оборудование, перестроены надстройки в стиле «пагода». По вооружению линкоры типа «Фусо» уступали японским линкорам следующих типов, поэтому во время Второй мировой войны линкор играл вспомогательную роль.
К 1944 году, после больших потерь японского флота, «Ямасиро» оставил службу в береговой обороне и вступил в состав флота, ведущего активные боевые действия. Линкор был флагманом Южной группы вице-адмирала Сёдзи Нисимуры. Участвовал в сражении в проливе Суригао, самой южной битве сражения в залива Лейте. Ночью и ранним утром 25 октября «Ямасиро» сражался против превосходящего американского флота. Линкор был потоплен торпедами и орудийным огнём американских линкоров. Вице-адмирал Нисимура погиб вместе в кораблём, и только 10 членов экипажа выжили.

## Конструкция и модернизации

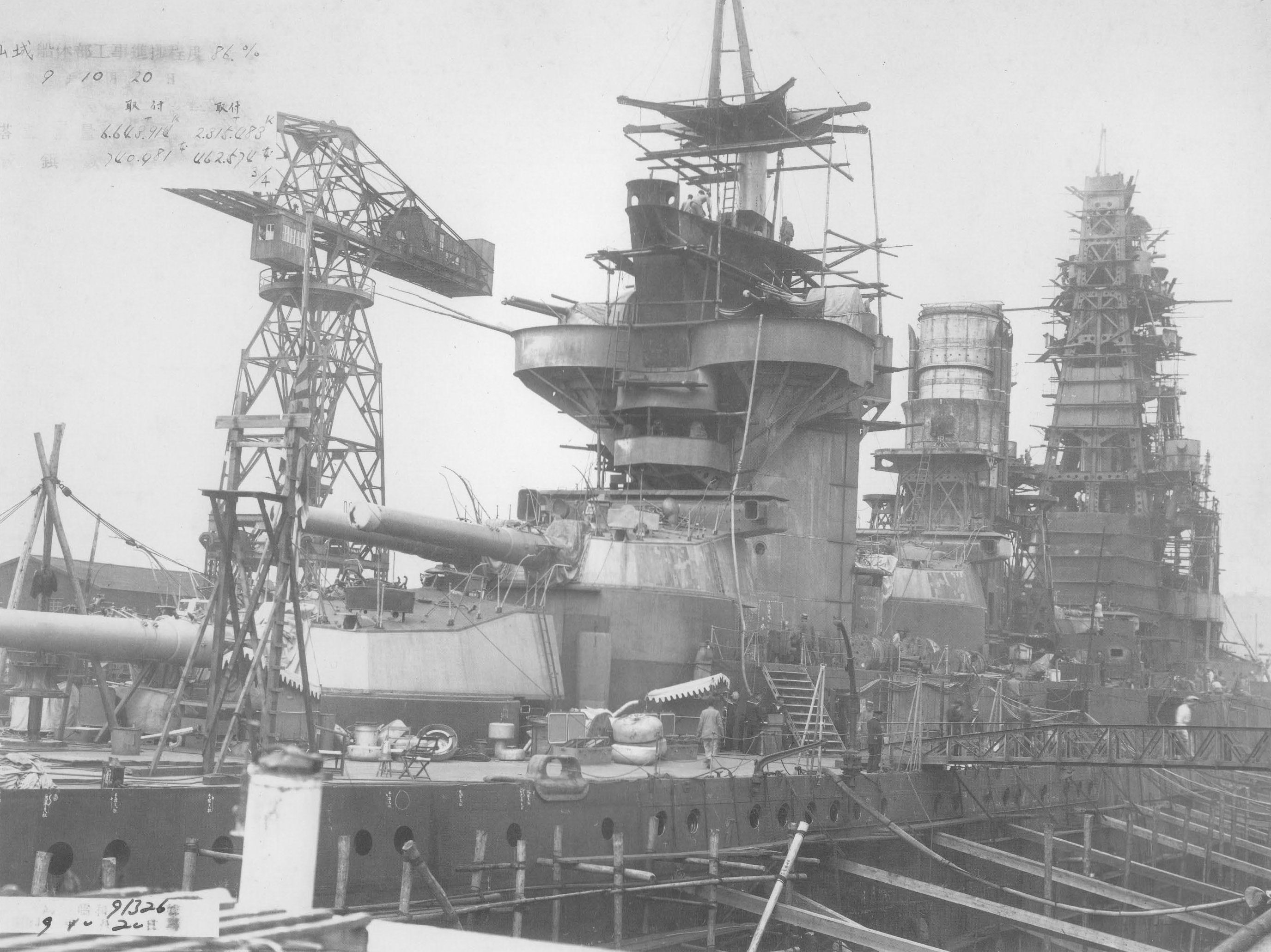
Линейный корабль «Ямасиро» на модернизации

В ходе первой модернизации 1930—1935 годов, надстройка линкора была увеличена многочисленными платформами, установлена фок-мачта. Задняя надстройка была перестроена для размещения 127-миллиметровых зенитных орудий и установки дополнительных постов управления огнём. На «Ямасиро» была перестроена подводная часть — увеличены противоторпедные були, для улучшения подводный защиты и компенсации веса дополнительного оборудования и снаряжения. Кроме того подводная часть была расширена, а её корма удлинена на 7,62 м. Эти изменения увеличили общую длину корабля до 212.75 метров, а ширину до 33,1 м . Водоизмещение линкора в процессе модернизации увеличилось почти на 4000 тонн и составило 39,154 длинных тонн (39,782 т) при полной нагрузке.

### Броневая защита
Во время своей первой реконструкции броня «Ямасиро» была существенно усилена. Палубная броня была увеличена до максимальной толщины 114 мм. Продольные переборки из высокопрочной стали толщиной 76 мм были добавлены для улучшения подводной защиты.

### Авиационное вооружение
«Ямасиро» был оснащён площадкой для взлёта самолётов смонтированной на башне № 2 в 1922 году. Предполагалось базирование на нём 3-х самолётов, хотя корабль не был оснащён самолётным ангаром. Стал первым линкором в японском флоте получившим авиационное вооружение.
В ходе модернизации 1930-х годов на корме корабля была установлена новая катапульта, подъёмный кран и улучшены условия базирования самолётов. Изначально на корабле базировались бипланы «Накадзима E4N2», в 1938 году они были заменены на «Накадзима E8N2». С 1942 года линкор «Ямасиро» получил новый биплан «Мицубиси F1M», который заменил Накадзима E8N2.

## Служба

### Гибель

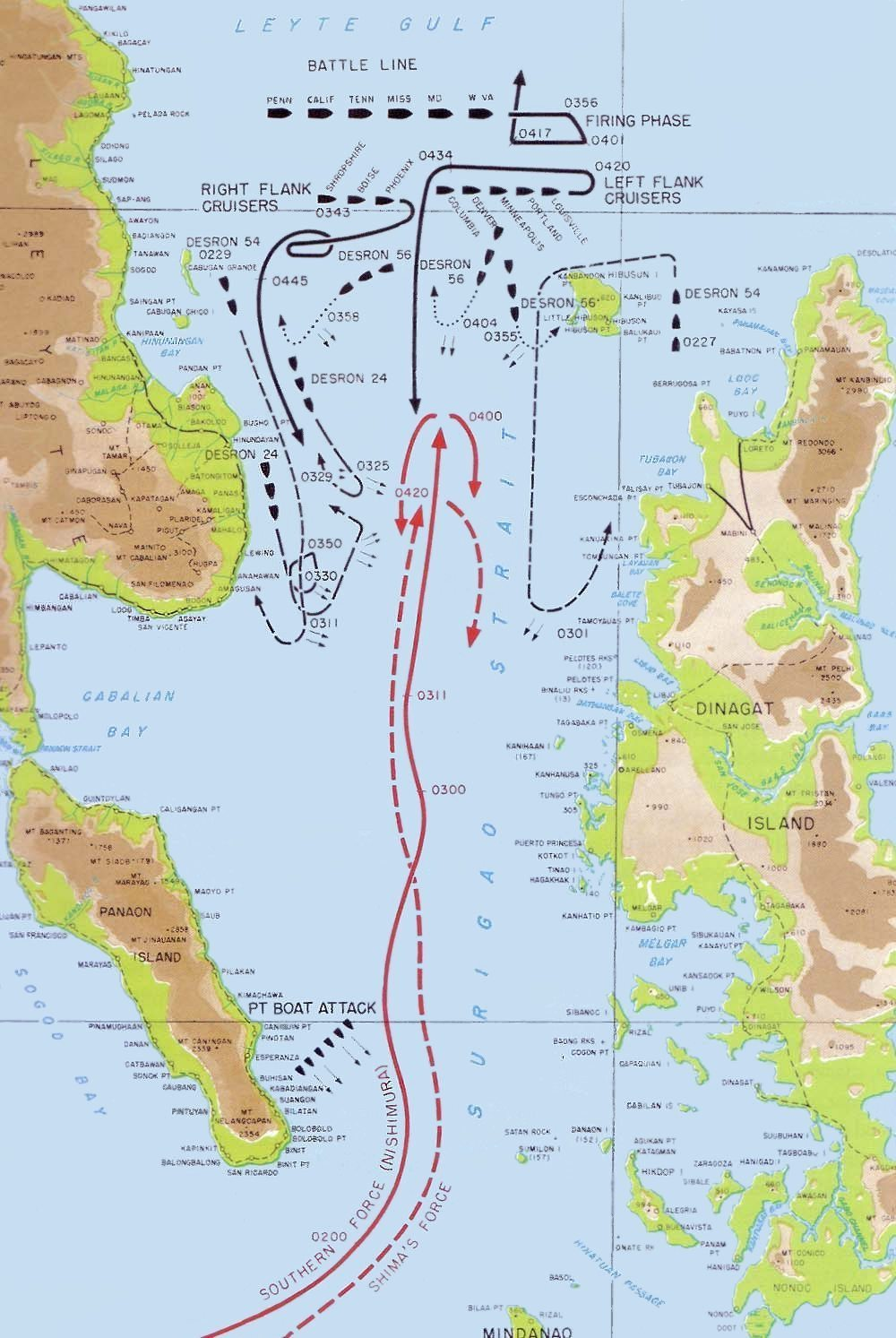
Сражение в заливе Суригао (схема)

«Ямасиро» в составе соединения вышел в море, намереваясь присоединиться к силам вице-адмирала Такэо Куриты в заливе Лейте. Корабли прошли к западу от острова Минданао в пролив Суригао, где встретили крупное американское соединение. Сражение в проливе Суригао стало важнейшим событием в битве в заливе Лейте.
24 октября 1944 года в 03:52 линкор «Ямасиро» подвергся нападению большого американского соединения контр-адмирала Джесси Олдендорфа. Американское соединение состояло из трёх тяжёлых крейсеров: «Луисвилль», «Портленд» и «Миннеаполис», четырёх лёгких крейсеров: «Денвер», «Колумбия», «Финикс» и «Бойсе», а также шести линкоров. Линкоры сформировали линию фронта; линкор «Западная Вирджиния», ветеран Перл-Харбора, был первым, сопровождаемый «Теннесси» и «Калифорнией». «Западная Вирджиния» открыла огонь и попала по крайней мере в одну цель 406-миллиметровым снарядом с 20 800-метрового расстояния. «Мэриленд» оснащённый более старой радиолокационной установкой, присоединился к сражению поздно. «Пенсильвания» ни разу не выстрелил, линкору «Миссисипи» удалось добиться одного точного попадания. Австралийский тяжёлый крейсер HMAS «Шропшир» также имел устаревший радар и открыл огонь в 03:56.
Бомбардировка линкоров продлилась 18 минут, семь кораблей Олдендорфа обстреливали «Ямасиро». Первые попадания поразили бак и мачту «пагода», вскоре весь линкор был объят пламенем пожара. Две передние башни «Ямасиро» вели огонь по противнику. Японский линкор продолжил стрелять во всех направлениях, но не мог вести огонь другими четырьмя действующим 14-дюймовым орудиями до 04:00. После поворота на запад, в 04:04 прогремел большой взрыв, возможно взорвалась одна из средних башен ГК. В период 04:03 — 04:09 «Ямасиро» увеличил скорость, несмотря на широко распространившиеся пожары и повреждения. В это время линкор получил торпедное попадание возле машинного отделения правого борта. 04:09 его скорость упала до 12 узлов. Вице-адмирала Нисимура телеграфировал адмиралу Такэо Курите: «Мы продолжаем движение, пока не будем полностью уничтожены. Я выполню свою миссию, как было спланировано. Будьте уверены». В то же время Олдендорф отдал приказ о прекращении огня всему формированию после того как эсминец «Альберт В. Грант» пострадал от дружественного огня. Вскоре и японские корабли также прекратили огонь.
«Ямасиро» увеличил скорость до 15 узлов в попытке уйти, но в линкор уже попали от двух до четырёх торпед, и после попаданий ещё двух торпед у машинного отделения правого борта, корабль стал крениться на борт. Командир отдал приказ оставить судно, но сам не предпринял попытку оставить боевую рубку. Корабль опрокинулся в течение пяти минут и быстро затонул, исчезнув под водой в промежутке 04:19 — 04:21. Выжили только 10 членов экипажа из приблизительно 1636 человек команды, находившихся на борту.

## Обнаружение
Затонувший линкор был обнаружен 25 ноября 2017 г. экспедицией, базировавшейся на борту научно-исследовательского судна Petrel (экспедиция, на протяжении ряда лет, занималась поиском и исследованием кораблей, затонувших в ходе Второй Мировой Войны на Тихоокеанском театре военных действий) и обследован дистанционно управляемым глубоководным аппаратом. Корпус линкора лежит на дне вверх килем.